# Ljubijankići
Ljubijankići är en ort i Bosnien och Hercegovina.   Den ligger i entiteten Federationen Bosnien och Hercegovina, i den nordvästra delen av landet, 230 km nordväst om huvudstaden Sarajevo. Ljubijankići ligger 312 meter över havet och antalet invånare är 800.
Terrängen runt Ljubijankići är kuperad västerut, men österut är den platt. Terrängen runt Ljubijankići sluttar norrut.Runt Ljubijankići är det ganska tätbefolkat, med 93 invånare per kvadratkilometer.. Närmaste större samhälle är Cazin, 7,6 km söder om Ljubijankići. 
Omgivningarna runt Ljubijankići är en mosaik av jordbruksmark och naturlig växtlighet.